# マッシュルーム
マッシュルームとは
1. 食用栽培種である担子菌門ハラタケ科のきのこのみを指す。本項で詳述する。
2. 英語で「きのこ」全般を指す語。

マッシュルームはヨーロッパから導入された食用栽培種である担子菌門ハラタケ科のAgaricus bisporus (J. Lange) Imbach（英: common mushroom, White mushroom、仏: champignon de Paris）のみを指している。和名はツクリタケ。日本国内での生産初期の商品名に由来するセイヨウマツタケという名称もよく用いられる。
世界中で栽培されており、栽培量も最も多い。世界で最も多く食されるキノコと推測されている。ホワイト種やブラウン種がある。
A. bisporusはハラタケA. campestris L. : Fr.を栽培下で選抜することによって成立したと考えられる。ヨーロッパで古代ギリシア、古代ローマの時代から馬厩肥などに自然発生していたものを利用していたものが、17世紀頃にフランスなどで人工栽培が行われるようになったといわれている。収穫期である直径2 - 4センチメートル程度の幼菌のときは、野生のハラタケよりも分厚い肉質の半球形の傘を持つ。品種はホワイト種とブラウン種があり（「品種」項で詳述）、表面は白色や褐色などを呈するが、傷つくと赤褐色の変色が生じる。成熟すると傘は平らに開き、大きなものでは20センチメートルにも達する。このとき、柄の長さも15センチメートルに達する。ひだは幼菌のときは薄膜で覆われており、日本ではこの膜が破れる前の、欧米では破れた直後程度の熟度で収穫する。成熟し、胞子をつけたひだは、淡紅色から紫褐色を呈する。傘の直径が8 - 10センチメートル程度に成熟したものは「グランマッシュ」とよばれ、味は濃厚で歯ごたえがある。

## 生態
元来は発酵させた厩肥に菌を植え付けて屋内で栽培する腐生菌だが、今日では大規模栽培に際しては藁やサトウキビ搾りかすなどに米ぬかや化学肥料などを加えて発酵させた人工堆肥などが使われることが多い。この人工堆肥をマッシュルームコンポストなどとも言う。
この堆厩肥中に植えられた菌は、まず植物残渣表面に繁殖した放線菌などの微生物を分解摂取し、次にリグニン、最後にセルロースを分解吸収していく。発酵を終了した堆厩肥には微生物の栄養源となる溶存低分子化合物はほとんど残存しておらず、マッシュルームは成長に必要とする窒素化合物を、微生物の捕食と発酵の過程でリグニン腐植複合体と結合した窒素化合物の分解によって得ている。また、ビタミンB群のチアミンとビオチンを成長に必要とする。発酵前の溶存窒素化合物などの容易に利用できる物質に富んだ環境では、マッシュルームの菌糸は繁殖速度の大きな細菌などに資源をめぐる競争で太刀打ちできないが、こうした栄養分が枯渇した発酵終了後の堆厩肥では、休眠状態になった細菌を捕食する能力や、難分解性の高分子化合物、特に他の多くの微生物にとって分解できないリグニンを分解する能力によって、優勢に立つことができる。マッシュルームの栽培とは、こうした堆厩肥の発酵過程における微生物群集の遷移現象を利用した技術体系であると言える。
野生種のハラタケは担子器に4つの担子胞子をつけるが、栽培種のマッシュルームは2つしかつけないことが多い。これが種小名の bisporus （2つの胞子）の由来である。担子器の内部では二次菌糸内の性の異なる核が融合してから減数分裂を起こして4つの核が生じるが、ほとんどの場合、性の異なる核がペアになって新しくできた2つの胞子の中に移行する。そのため、この2核の胞子が発芽すると、一次菌糸を経ずに直接二次菌糸が発生する。これより頻度は低いものの、同じ性の核がペアになって胞子内部に移行する場合、2核の胞子1個と同時に単核の胞子2個、合計3個の胞子が形成される場合、単核の胞子が4つ形成される場合もある。同性の核がペアになった2核の胞子や単核の胞子からは一次菌糸が発生するので、これが品種改良時、交配に用いられる。しかし人工培養下で胞子の発芽は非常に低頻度であることが知られているので、酪酸などの有機酸処理や成長菌糸の刺激によって胞子の発芽を促す方法が開発された。また、マッシュルームの二次菌糸はクランプコネクションを作らないため、一次菌糸との識別が困難である。そのため最近は、単核胞子を発芽させて一次菌糸を探すよりも、二次菌糸のプロトプラスト化によって単核の一次菌糸をつくり出し、これによって交配を行うことが多くなっている。

## 品種
A. bisporus はホワイト種、オフホワイト種、クリーム種、ブラウン種の4つの品種群に大別される。また厳密には別種ではあるが、ヨーロッパで主に栽培される A. bitorquis (Quèlet) Saccardo もマッシュルームとして扱われるため、ここで解説する。

### ホワイト種
なめらかで純白の外観が美しいため、生鮮流通品として好まれる。また、低温でも子実体が発生するという栽培上の利点もある。このため世界で最も多く栽培されている品種群であるが、柄が徒長しやすいことと汚れや傷による変色が目立ちやすい点が欠点となる。

### オフホワイト種
色がやや灰色がかった白色であるほかは、ホワイト種に性質が近い品種群。ホワイト種と同様、生鮮流通品として好まれる。

### クリーム種
淡褐色で中型の子実体を生じる。栽培環境の湿度が低いと、表面が鱗状になったり甚だしい場合はひび割れができる。加工用として好まれる。

### ブラウン種
褐色で大型の子実体を生じ、収穫量も多い。味は濃く香気にも富んでいる。肉質が緻密で加工による収縮が少ないので、加工用として好まれるが、保存性に富み、汚れや傷による変色も目立たないので、生鮮流通品としても好まれている。

### Agaricus bitorquis
傘の中央部はややくぼみ、形は歪みがちである。A. bisporus より5°C高い温度で子実体を生じる。ウイルス病に対して抵抗性があり、夏季および亜熱帯地方での栽培に適するが、栽培環境が高温多湿となり作業が重労働になる点が嫌われる。ヨーロッパでは栽培されるが、アメリカではあまり栽培されない。

## 栽培

### 歴史

#### 欧米

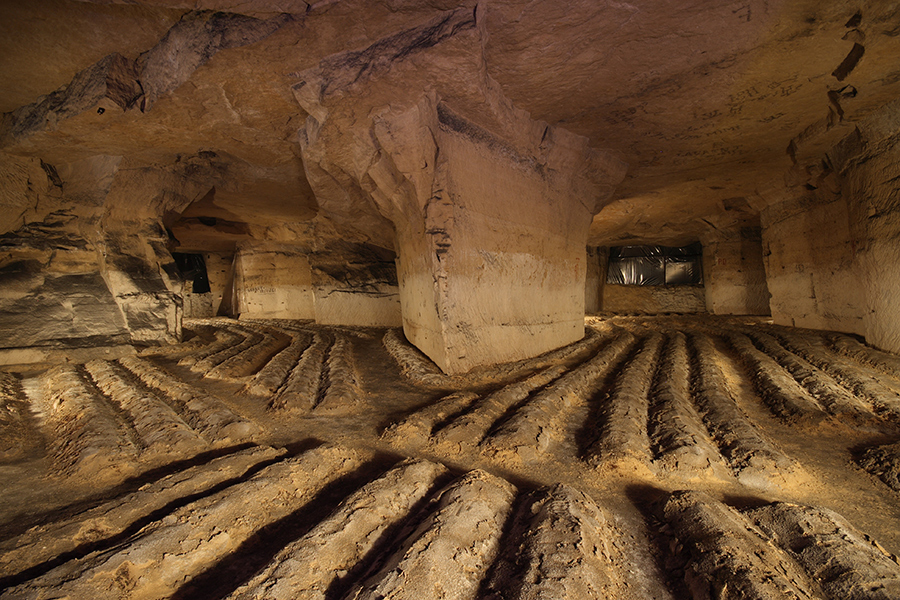
地下空間を利用した栽培空間。（パリ郊外）

マッシュルームの人工栽培のきっかけを作ったのは、メロン栽培だったといわれている。16世紀にフランスやイギリスのような寒冷多雨の西ヨーロッパ諸国に、南欧からメロンが導入された。高温乾燥を好む西アジア起原のメロンを栽培するために、これらの国々では厩肥の発酵熱を熱源とする温床が用いられた。17世紀半ば、あるいはもう少し早い時期に、パリ郊外のメロン栽培に用いられた廃温床の熱源厩肥にハラタケ類が発生しているのが注目され、食用に採集されるようになった。さらに、きのこの発生する廃温床に家畜の糞や敷き藁をかぶせて、さらなる子実体の発生を促すようになったのが、人工栽培の最初の試みである。
次に試みられたのが、優良な菌の選抜と移植であった。畑に新しい厩肥を盛り上げて畝を作り、菌糸の蔓延した前回の栽培時の厩肥をそこに移植して土をかぶせる畝床法(ridge bed system)が行われるようになったのである。
やがて18世紀になると、この畝床の上に小屋掛けしたり、温室内に畝床を作ったりするようになって、屋内栽培に移行していったが、屋外の畝床法もイギリスなどでは今日まで残存している。フランスではパリ郊外の鍾乳洞の中に畝床を作ることで大規模栽培が行われるようになった。堆厩肥の発酵技術の基本形も確立し、保存可能なように菌糸の蔓延した堆肥を乾燥させた種菌（片状種菌）も開発された。A. bisporus が選抜によって成立したのもこのころである。このためマッシュルームはフランス語でシャンピニオン・ド・パリ Champignon de Paris（パリきのこ）と呼ばれる。
19世紀初頭になると、フランスで開発された栽培技術がドイツ、オランダ、イギリスといった西ヨーロッパ諸国に、さらには移民によってアメリカ合衆国にも伝播し、さらにイギリスでは取扱いに便利なレンガ状種菌が開発された。これは堆厩肥と土を混合し、ここにマッシュルームの菌糸を繁殖させたものである。19世紀中頃になると、土をかぶせた堆厩肥を空調を施した栽培舎内で立体的に設置した棚に載せる棚式(shelf bed system)が開発され、アメリカやフランスで採用された。この棚式はアメリカで著しく発展し、19世紀末にはフランスは世界最大の生産国から転落し、アメリカがとって替わることになった。それまで個別の栽培者が秘密主義の中で試行錯誤を繰り返していたのが、この頃から、公開された科学的研究の中で栽培技術の発展が図られるようになってきた。この潮流の中から菌糸の無菌純粋培養による種菌が誕生し、雑菌による病害虫の危険の低い安定した栽培が可能になった。
20世紀半ばになると、アメリカの棚式栽培は棚に設置する栽培床を箱の内部に造床して移動の機械化に適した形に改良した箱式(Tray system)栽培法に発展して、これが連鎖的に栽培工程全般の機械化を進行させた。こうして機械化し工業的発展を遂げた箱式マッシュルーム栽培法は、オランダを除くヨーロッパとオーストラリアで普及した。一方、オランダは棚式を維持したまま機械化した大量栽培法を発展させることとなった。こうした大資本を必要とする機械化した工業的栽培法が発展した一方、それほどの資本力を必要としない小規模栽培の効率化を図ったのが、デンマークで1959年に箱式の箱を袋に変えた形で誕生した袋式(bag system)の栽培法で、1970年代にヨーロッパ全体に普及すると共に、イタリアでさらなる効率的な改良が施された。
この時代のもう一つの特徴として、モータリゼーションの進展によって馬厩肥の産量の減少が起こった。この状況を受けて、様々な植物性廃棄物を原材料としたマッシュルーム栽培用堆肥の研究が進み、発酵の原理やマッシュルームが必要とする堆肥環境の微生物生態学的解明が進んだ。これと共に、20世紀末から急速に進歩したバイオテクノロジーを背景にして、21世紀の今日、マッシュルーム栽培は先端産業の色合いを強く持った発展を遂げつつある。その一方で、伝統的な馬厩肥による堆厩肥を使用してのマッシュルームにこだわる生産者や高級レストランなどの消費者も見られている。

#### アジア
欧米で発展を遂げたマッシュルーム栽培は、明治の中ごろに日本にも導入され、新宿御苑で試験栽培が行われたが、この時は普及を見なかった。日本における栽培の普及は、様々なキノコの栽培の先鞭をつけ、「キノコ栽培の父」とも呼ばれた森本彦三郎による。森本彦三郎は1904年17年間のアメリカやヨーロッパでの修行でマッシュルーム栽培の最新知識と技術を身につけ帰国。1922年に栽培に成功し、その後マッシュルーム栽培事業と缶詰の輸出を軌道に乗せ、さらに純粋培養による種菌製造を開始し、「西洋マツタケ」の商品名による種菌販売とともに、栽培の技術指導を行った。
第二次世界大戦前の日本では、大日本帝国陸軍の軍馬が馬厩肥の大供給源であったこともあり、陸軍の連隊所在地に隣接して、主要な栽培場が起業された。たとえば、近衛騎兵連隊、第一騎兵連隊、第十三〜第十六騎兵連隊などを擁する千葉県習志野には新井農場、村山農園、富永農場が、新潟県高田の歩兵連隊には高田洋菌栽培場が、馬厩肥の供給を依存して経営を行い、主としてホテルや高級レストラン向けに、日本全体で約280トンの生産があったといわれている。
戦後の日本では、陸軍の解体により栽培用厩肥の供給源は農家の耕作馬や競馬場の競走馬に移行した。また同時に、馬厩肥に依存しない人工の堆肥を用いた栽培も普及していった。この時期のマッシュルーム栽培場は、アメリカの缶詰市場を主な対象として、1974年には生産量15,300トンに達するまでの大発展を遂げ、この頃には減反対策の一環に稲作農家が納屋を改造してマッシュルーム栽培をする姿までもが見られたが、日本のマッシュルーム生産技術が戦後移転された台湾や大韓民国で、1970年代中頃になって欧米向け輸出用生産が盛んになると、日本での栽培は衰退した。一時は国内生鮮市場向け栽培にシフトして、2,000トン台後半程度へ生産量が減り、これは生シイタケの国内生産の約30分の1の量に過ぎなかった。台湾と韓国の欧米向けの生産も、労働力と厩肥製造コストの安い中華人民共和国にその座を追われ、中国産マッシュルームは缶詰などの形で日本にも多く輸入された。
かつて国内のマッシュルームの生産地として知られる場所は、栽培用厩肥の安定的な確保という観点から、競馬場や競走馬のトレーニングセンターが近隣に所在している所が多かった。公営競技全般の低迷による地方競馬の競馬場の廃止で栽培用厩肥を安定的に入手するルートが失われ、これに変わる乗馬施設などからの入手、人工堆肥の使用では調達・輸送などの各種コストなどの面で見合わなくなり、これによりマッシュルームの生産を取りやめた農家も出るようになった。
2010年前後からは、日本で欧州式培地栽培の普及やサラダなど生食需要の拡大を受けての国内生産が増え、2016年は6,777トンと10年間で2.3倍になった。

### 手順
マッシュルーム栽培は、「堆肥栽培」と呼ばれる方法で、発酵した厩肥を培地（コンポスト、英: Spent mushroom compost）として利用する。原料の草食獣糞（厩肥）、藁、石膏、水を混合し、天然の好熱性微生物群により発酵させ堆肥とした後、種菌を接種して子実体を発生させる。発酵の際に70 - 80℃程度の発熱をするため、この熱で有害病害菌を除去するという過程を経る。発酵により原料には含まれていなかった発酵菌由来のタンパク質が生成され蓄積するが、マッシュルームの生育には、このタンパク質も必要である。発酵に必要な期間は、季節や原料成分で変化する。

#### 堆厩肥材料の準備

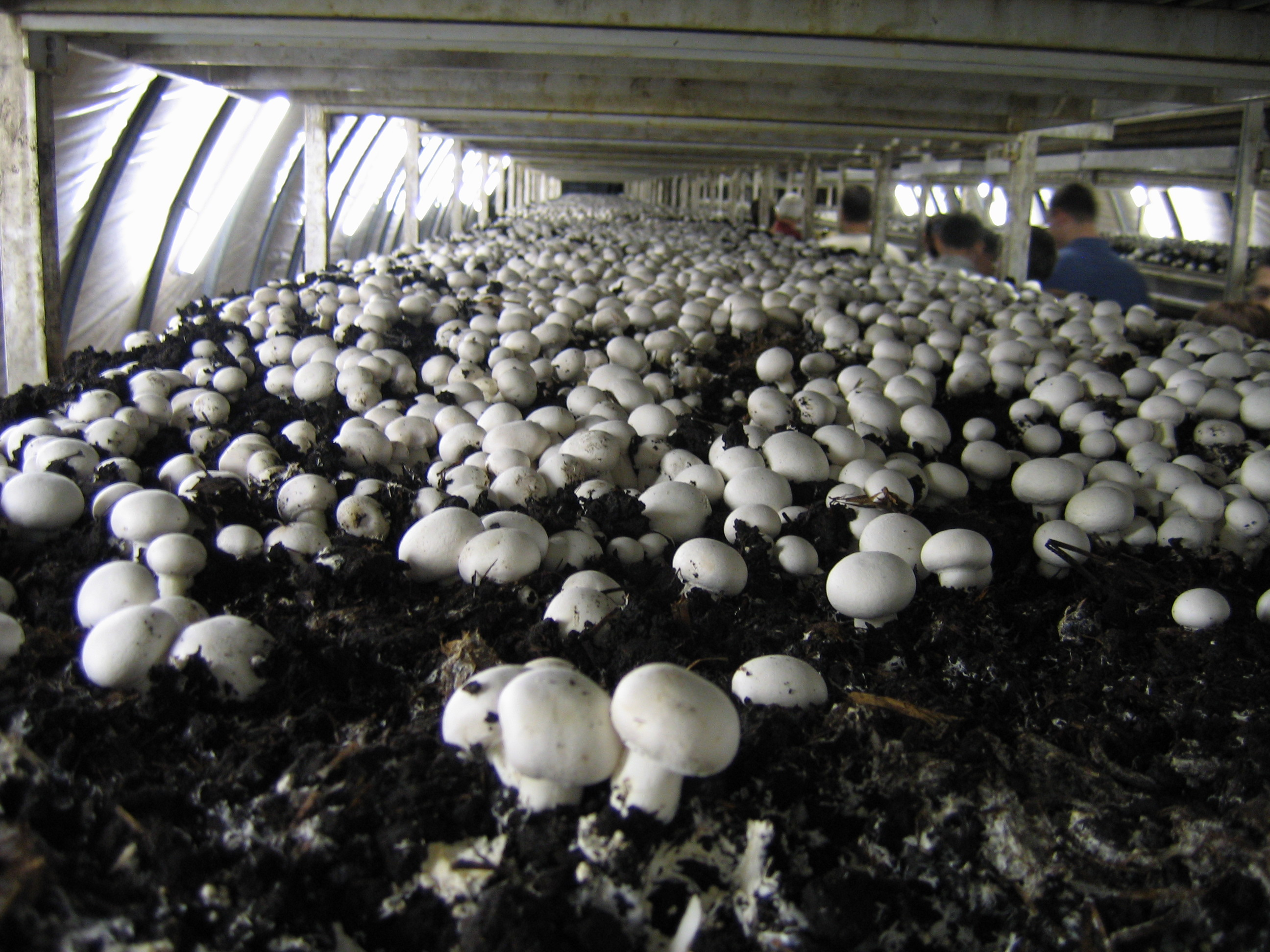
堆肥栽培のマッシュルーム

キノコの生育には炭素化合物(C）、窒素化合物(N)、無機塩類、水、酸素などが必要で、伝統的な厩肥を使う場合、最も優れた材料は馬厩肥である。厩舎で糞尿と混ざった「敷き藁」を単独で、あるいは麦藁（日本では主に稲藁）を追加して糞尿と藁の配分費を調節してやるだけで、栽培用厩肥の材料としては十分である。牛厩肥や豚厩肥の場合は、それ自体の栄養素の量が馬厩肥とは異なるため、窒素、リン酸、カルシウムなどを補強すると共に、糞の質が緻密で水分が多い場合は、ワラの量を増量し調整する必要があるが、複雑な調整を必要としない、牛厩肥とオガクズを発酵させる方法もある。
- イネ科植物の茎葉などの植物質を原料に使って合成堆肥を作る場合は、添加物として尿素、硫酸アンモニウム、鶏糞などの有機、無機の窒素肥料を主体に、無機塩類源としての炭酸カルシウムや石膏、リン酸や微量元素を補強するための専用添加剤などを加える。
- 実際に使用される窒素源は、石灰窒素CaCN2、硫酸アンモニウム(NH4)2SO4、尿素(NH2)2CO、硝酸アンモニウムNH4NO3、塩化アンモニウムNH4Cl で、好熱性微生物群の良好な増殖のために、単一の原料を使用せず複数の原料を混合して使用する。培地の炭素 率（C/N 比）は重要で、微生物の活動が活発になる比率に調整される。
- 無機塩類は、カルシウム、マグネシウム、リン、カリウム、イオウ、銅、鉄、マンガン、モリブデン、亜鉛等が必要とされるが、各々元素の必要量には諸説あり、十分に解明されていない。市販のコンポスト活性資材では、Na2O、K2O、CaO、MgO、Fe2O3、MnO、Al2O3、SiO2、B2O3、P2O5 を成分として含有する。
- その他として、微生物の活動活性化とキノコの成長促進のため、フェニルアラニン、メチオニン、プロニン等のアミノ酸類の他、インドール-3-酢酸や脂質、ビタミンB7、ビタミンB1が生育因子であるとされ、微量が添加される場合がある。

伝統的培地の例
「馬厩肥」「鶏糞」「麦藁」「石膏」
近代的培地の例
「牛厩肥」「乾燥鶏糞」「稲藁」「トウモロコシ穂軸粉」「大豆粕」「ビール粕」「米糠」「小麦フスマ」「醤油粕」「石灰窒素」「尿素」「石膏」「無機塩類」「その他」「菌床栽培の廃培地」
日本における近代的培地は、家畜厩肥や食品加工産業の廃棄物有効利用の観点からも発展した。

#### 一次発酵
一次発酵により生成された物は、一般に「グリーンコンポスト」あるいは「床」「培地」とも呼ばれる。原料の「厩肥」「藁」「水」「石膏」などを混合して、高さ1.8メートル×幅1.8メートル程度の断面を持つ直方体状に堆積し、屋根付きコンクリート床上で天然の好気性生物によって発酵させる。発酵前の炭素率（C/N比）は30 - 35となるよう調整する。数日から1ヶ月で発酵熱によって中心温度が70 - 80℃となるので、均質化するために培地を混合する「切り返し」作業を3 - 4回行う。石膏や窒素源、水を適宜加えるが、水分が過剰になると嫌気性生物による発酵を起こし、培地の品質が低下する。一次発酵に必要な期間は、季節、原料、積み方などの諸条件で変化する。
一次発酵完了時は、以下の状態になる。
- 暗褐色で、藁の表面は湿って光沢がある。
- やや粘りけがあり、握ると手が汚れる。
- 片手で強く握りしめると、指間から水が少しにじむ程度の水分を含む（68- 73%）。
- 藁は弾力性があり、引っ張ると抵抗があり、引きちぎれる。
- アンモニア臭や厩肥臭が若干残り、pH は7.8 - 8.2 程度。
- 窒素量は1.8 - 2.0%で、アンモニア量は0.15 - 0.4%。
- 乾燥した部分には放線菌の白色の斑紋がみられる。

#### 造床
「床詰め」とも呼び、通常は3回の切り返しが済んだグリーンコンポスト（培地）を発生用の袋や箱に詰める作業を指し、なるべく暖かいうちに詰めるのが良いとされている。水分が不足している場合は過剰にならない程度に潅水する。通気性を保ちつつも堅く、20 - 25センチメートルの厚みに詰める必要がある。実際には「発生を行う容器に詰める」「発生室の床に直接敷き詰める」など幾つかの方法がある。袋や箱に詰めた場合、発生室の空間を立体的に利用できる。

#### 二次発酵
「床詰め」を行ったグリーンコンポストは二次発酵を行う。二次発酵の目的は、培地に生存する病原菌や害虫を除くことと培地の熟成である。未熟な培地には生育に悪影響を及ぼす菌と、一次発酵中に生成した遊離アンモニアが残っており、アンモニアが0.07%以上だとマッシュルーム菌糸は生存できない。そこで蒸気で加熱し、発酵を促進することでアンモニアの除去と発酵熱により有害菌の殺菌をする。発酵開始から、おおむね 7日で二次発酵は終了し、発酵が終わる頃には炭素率（C/N 比）は15 - 20に変化する。
代表的な二次発酵手順
1. 温度平衡：培地の温度分布を均等化するもので、床詰め終了後に換気はせずに室内の空気循環を行う。菌床間の温度差が少なくなったら、培地温度が40℃になるまで数時間蒸気での加熱を続け、若干の換気を行う。この操作により発酵が進み培地温度は徐々に上昇していく。培地温度45℃以上を60時間程度維持する。
2. 殺菌（厳密には滅菌）：二次発酵開始から約50 - 70時間後（培地温度が約55℃の時）に蒸気を吹き込み、室温を57℃まで上昇させる。培地中心温度が60℃を超えないように 6 - 8時間程度維持し管理する。その後、1時間に1℃の割合で55℃まで冷却する。
3. 熟成：アンモニア除去と発酵菌由来のタンパク質類の蓄積を目的とする。二次発酵開始後の3日目から、培地温度を1日あたり1℃ずつ52℃まで下げる。培地中心温度が52℃になったら、コンポスト全体の平均温度は46 - 53℃の最適熟成温度範囲に入る。適切な換気を行い室内のアンモニアを排出する。

ここに示した時間や温度条件などは絶対的なものではなく、実際の栽培環境と生産者によって異なる。

#### 接種
一般に、「小麦粒」「ライ麦粒」「コンポスト」に菌糸体を純粋培養したものを種菌として使用する。接種は、培地温度が25 - 27℃に降下した段階で実施しなければならない。湿度65 - 75%に調整する。
代表的な接種方法は、
- 点接種法、種菌を床表面から5センチメートル の深さに、20 - 25センチメートル の間隔で点植えする。
- 表面接種法、菌床の表面下5センチメートル の厚さで平面的に混合する。
- 混合接種法、培地全体と立体的に混合する。

収量と品質面で優れている方法は「混合接種法」で、世界的に現在の主流になっている。

#### 培養
接種後 2日目までは種菌は活動せず、3日目から種菌の周囲に綿毛状の菌糸体が増殖を開始し、数日後に培地に徐々に蔓延していく。1週間目頃からは菌糸体の活動によって培地温度が上昇していくため、室内の空気循環を行って温度のムラをなくす。培地温度の調節は菌糸体の生育にとって最も大切で、菌糸体の最適育成温度の23 - 25℃を保つように室温を調整する。一般的に室温は20 - 22℃に維持する。保湿と害菌を防ぐために紙や穴の開いたビニールシートを掛けることもある。
万一、アオカビ類の侵入を認めた場合、その部位の培地を除去する。

#### 覆土
接種から約2週間で菌糸体が十分に蔓延する。蔓延の状態を見極め、培地全体を滅菌処理して水分を60 - 65%、pH7.0 - 7.5に調整した廃堆肥（育成用コンポスト）、ピートモス、土（関東ローム層土、赤玉土ほか）などで3 - 4センチメートルの厚みで覆い、培地の湿度を85%を保つように管理する。蔓延不足の場合は発生量が減少し、蔓延過剰の場合は子実体の大きさが小さくなる。覆土が刺激となって子実体が発生を始めるのかの理由は明らかになっていないが、覆土の刺激により子実体原基が形成されて発生が始まる。覆土物質は、菌糸体の病害虫からの保護、子実体の保持、乾燥防止の役目も持っている。発生までの期間を短縮する目的で、覆土物質に菌糸体を混入しておく場合もある。

#### 育成と原基形成
覆土作業から数日で菌糸体は覆土層に侵入を始め、約10日で覆土層の約70%程度に蔓延する。約14日頃に表面にコロニーが形成されたら、表土を撹拌する「菌掻き」作業を行い、子実体が株で発生することを防ぐ。菌掻きの2日後、散水と共に室温を16 - 17℃に下げて原基形成を誘う。急激な換気は避けながら、二酸化炭素濃度を600 - 800ppmで管理する。数日で培地の各所に直径 2mm程度の菌隗ができ、子実体に成長する。

#### 収穫
発生温度は8 - 18℃、適温は15 - 16℃。最初の収穫は、覆土の約3週間後（原基形成から10日程度）で可能になり、1週間程度の周期で発生を繰り返す。多くの場合 3周期以降は収量が減少していくが、8周期程度まで収穫される。以降の収穫周期を継続するかの判断は、採算が合うかで判断される。収穫により水分が失われるため、散水する。収穫作業は所定の大きさになった物から手作業で行い、収穫後の培地は表面を整え、次の収穫周期に備える。

#### 廃床
収穫の終わった培地（廃床）は発生室の外に出し、次の育成のため発生室は蒸気で滅菌する(条件例:63℃ ×4時間）。廃床は、有機肥料として有効利用される。

## 利用
欧米では一般的な食用キノコだが、日本では他のキノコに比べて消費量が少なく、流通価格も高めである。主な旬は4 - 6月と9 - 11月とされ、出荷量が増えるこの時期は手頃な価格で出回るようになる。水煮や缶詰に加工したものが出回っているが、生のものは食感や香りなど風味が優れている。生鮮品は、傘が丸く厚みがあるもので、軸が短く太いものが良品とされる。新鮮なうちならば、加熱せずにサラダやマリネなどにしても食べられる。ホワイト種は、傘の表裏、軸のすべてが真っ白いものが、鮮度・味とも良品である。
マッシュルームは旨味成分が他の食用キノコよりも豊富に含まれているのが特徴で、そのもととなっている旨味成分はグアニル酸とグルタミン酸である。グアニル酸については、シイタケの3倍もの量が含まれる。栄養的には熱量が100グラム (g) あたり11キロカロリー (kcal) と低カロリーであるが、ビタミンB群や食物繊維が豊富に含まれる。

### 調理
そのまま、あるいは水煮にして缶詰として流通している。香りは薄いが味がよく、西洋料理によく用いられる。バター炒めにしたり、スパゲッティミートソース、グラタン、オムレツなどにされたりする。ホワイトマッシュルームは、白さを生かしてクリームシチューやサラダに使われる。ブラウンマッシュルームは、ホワイト種よりも濃厚な風味を生かして、炒め物やシチュー、グラタンなどに利用される。
キノコとしては珍しく、加熱せずに薄切りにしてサラダとして生食することもあるが、生のマッシュルームは発がん性物質であるアガリチンとフェニルヒドラジンが加熱したものと比べて多く含まれていることに留意する必要がある。

### 加工食品
クオーン
マッシュルームから抽出した蛋白質で作った代用食品（代用肉）のこと。ベジハムと呼ばれることもある。

## 近縁なきのこ
- ハラタケ（原茸、学名:Agaricus campestris）
マッシュルームの原種といわれる野生種キノコ。可食。
- カワリハラタケ（変わり原茸、学名:Agaricus subrufescens）
別名ニセモリノカサ。一般にはアガリクスの名で知られる。
- シロオオハラタケ（白大原茸、学名Agaricus arvensis)
大型の近縁種。
- ウスキモリノカサ（薄黄森の傘、学名:Agaricus abruptibulbus）
若いものは食用になるが、特に食用価値の高い幼菌が、多くの猛毒種を含むテングタケ属のそれと非常に似ているため、注意が必要である。
- ナカグロモリノカサ（中黒森の傘、学名:Agaricus praeclaresquamosus）
有毒種。
- シロモリノカサ（白森の傘、学名:Agaricus silvicola）

## 参考画像

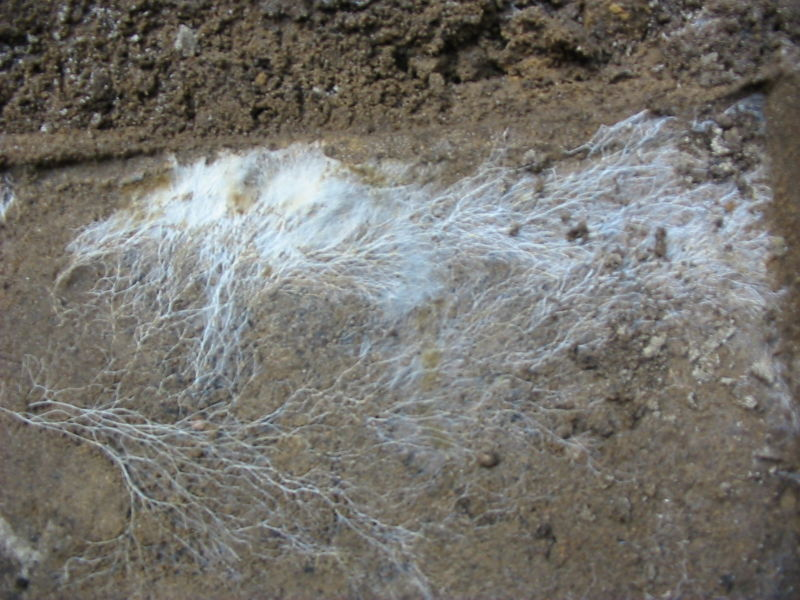
菌床中に伸びた菌糸体
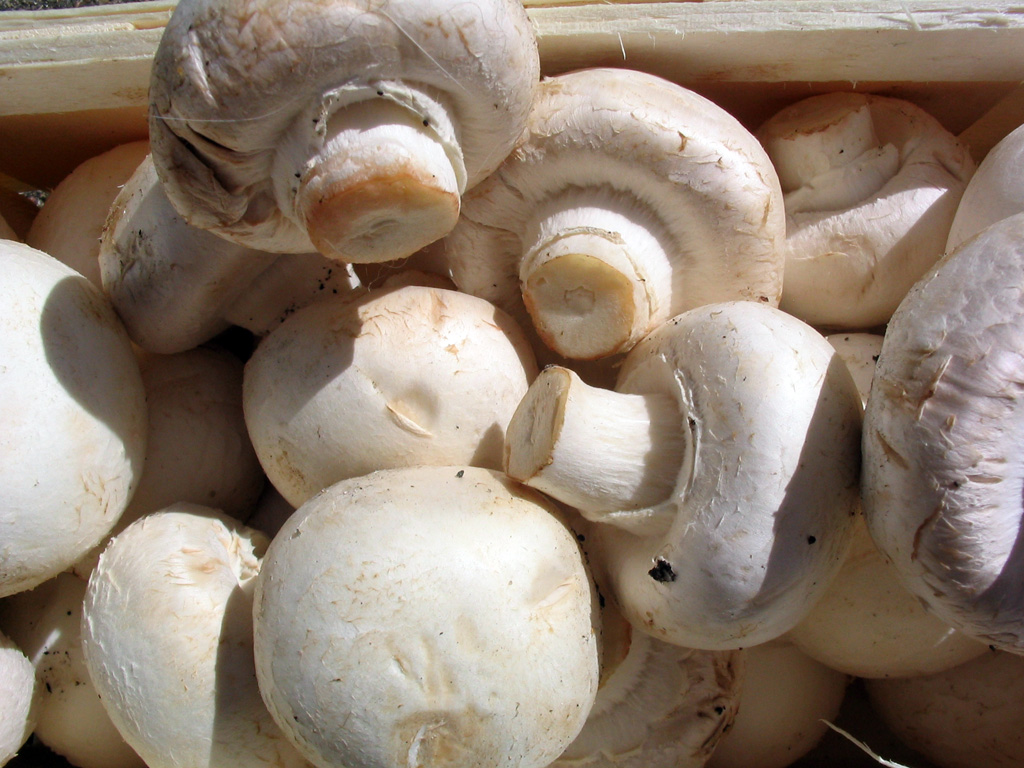
収穫後